# Zemplínske Hámre
Zemplínske Hámre es un municipio del distrito de Snina en la región de Prešov, Eslovaquia, con una población estimada a final del año 2024 de 1291 habitantes.
Se encuentra ubicado al este de la región, en el valle del río Cirocha (cuenca hidrográfica del río Tisza) y cerca de la frontera con Ucrania y Polonia.

## Demografía
| Año        | 1994 | 2004    | 2014    | 2024    |
| ---------- | ---- | ------- | ------- | ------- |
| Población  | 1256 | 1240    | 1273    | 1291    |
| Diferencia |      | −1,27 % | +2,66 % | +1,41 % |

| Año        | 2023 | 2024    |
| ---------- | ---- | ------- |
| Población  | 1279 | 1291    |
| Diferencia |      | +0,93 % |